# 군산동초등학교
군산동초등학교는 전북특별자치도 군산시 조촌동에 있는 공립 초등학교이다.

## 학교 연혁
- 1950년 4월 7일: 조촌국민학교 개교
- 1961년 9월 18일: 군산동국민학교로 교명 변경
- 1963년 9월 1일: 학교 후문 설치
- 1984년 3월 12일: 병설유치원 개원(1학급)
- 1994년 5월 13일: 급식 실시
- 1996년 3월 1일: 군산동초등학교 교명 변경
- 2001년 1월 4일: 본관 화장실 4동 개축
- 2001년 11월 19일: 유치원, 도서실, 급식소 증축

## 참고 자료
- 군산동초등학교 - 한국교육학술정보원 학교알리미